# كيف جونسون
كيف جونسون هو محامي وقاضي وسياسي أمريكي، ولد في 11 يناير 1793 في مقاطعة روبرتسون في الولايات المتحدة، وتوفي في 23 نوفمبر 1866 في كلاركسفيل في الولايات المتحدة. نشط حزبياً في الحزب الديمقراطي. وقد انتخب مدير مكتب البريد العام في الولايات المتحدة ‏ (6 مارس 1845 – 4 مارس 1849) وانتخب عضو مجلس النواب الأمريكي ‏.